# Dendrophagus crenatus
Dendrophagus crenatus es una especie de coleóptero de la familia Silvanidae.

## Distribución geográfica
Habita en el Paleártico.